# Окунь (подводная лодка)
«Окунь» — российская подводная лодка типа «Касатка», входившая в состав флота в 1908—1925 годах.

## История строительства
Миноносец был заложен в 1904 году, чуть позже кораблю было присвоено имя «Окунь», и его зачислили в состав Балтийского флота. Спуск на воду состоялся осенью 1904 года, тогда же были произведены переделки — установка средней рубки и увеличение горизонтальных рулей. В 1906 году «Окунь» переклассифицирован в подводную лодку, в 1908 году — окончательно вошёл в строй и зачислен в Учебный отряд подводного плавания, дислоцировавшийся в Либаве.

## История службы
В 1908—1910 годах использовалась как учебная. В 1910 году лодка перечислена в отряд подводного плавания, в 1911 году прошла капитальный ремонт с установкой 160-сильного дизеля вместо двух бензомоторов. В 1912 году на лодке был установлен прибор подводной передачи сигналов конструкции Ниренберга.
С 1914 года «Окунь» снова переведён в учебный отряд. Во время Первой мировой войны базировался на Мариэхамн и Або, нёс прибрежную дозорную службу, совершил 7 кратковременных боевых походов.
В ночь на 21—22 мая 1915 года «Окунь» обнаружил группу из трёх немецких броненосных крейсеров («Принц Адальберт», «Принц Генрих», «Роон») с 10 миноносцами охранения. Пройдя под охранением, ориентируясь по шуму винтов, подвсплыл под перископ и произвёл атаку полным залпом из четырёх торпед. Миноносец G-135 заметил лодку и таранил её, погнув при ударе перископ уходящей после атаки на глубину лодке, торпедных попаданий не было, однако отряд отказался от прорыва в Рижский залив и начал возвращение на базу. За эту атаку весь экипаж был награждён Георгиевскими крестами IV степени.
В походе 14—16 июня того же года «Окунь» безуспешно атаковал тремя торпедами немецкий крейсер «Бремен», тем самым заставив его выйти из боя. За атаку командир В. А. Меркушев был награждён Георгиевским оружием.
В 1916 году командиром лодки был назначен старший лейтенант К. Ф. Терлецкий.
К осени 1917 года корабль нуждался в капитальном ремонте, перешёл в Петроград, осенью 1918 года поднят на гинях спасательного судна «Волхов» и отремонтирован, после чего отправлен по железной дороге на Каспий. В 1919—1920 годах совершил переход по Волге из Астрахани в Нижний Новгород и обратно. Из-за мелководья остался на зимовку близ Казани. В середине 1920 года, после завершения боевых действий на Каспии, направлен на Чёрное море, однако так туда и не прибыл. В 1922 году сдан в порт Баку на хранение, в 1925 году был списан и разделан на металл.

## Командиры
На этапе постройки
- октябрь 1904 — апрель 1905: А. Н. Засухин
- апрель 1905 — апрель 1906: С. А. Невражин
- апрель — ноябрь 1906: Ф. М. Белкин
- декабрь 1906 — октябрь 1908: Т. Л. фон-дер Рааб-Тилен

До Первой Мировой войны
- октябрь 1908 — январь 1909: В. Е. Клочковский — формально числился командиром, но в должность не вступал
- февраль — ноябрь 1909: С. В. Николев
- ноябрь 1909 — март 1911: К. Е. Введенский
- март 1911 — июнь 1912: Н. А. Гудим
- июнь — ноябрь 1912: В. В. Соллогуб

Первая Мировая война
- ноябрь 1912 — апрель 1916: В. А. Меркушов
- апрель 1916 — январь 1917: К. Ф. Терлецкий
- февраль — апрель 1917: Г. Н. Попандопуло
- апрель 1917 — январь 1918: П. Н. Иванов

В Красном флоте
- январь — апрель 1918: Ф. А. Боровский (врио)
- апрель — октябрь 1918: В. П. Колушев
- октябрь 1918 — январь 1919: А. Н. Якобсон
- январь — июнь 1919: В. Л. Перекрестов
- июнь 1919 — август 1920: Г. А. Шредер
- август — сентябрь 1920: Ю. В. Пуаре (врио)